# Yūichi
Yūichi (jap. ゆういち, ユウイチ) – męskie imię japońskie.

## Znane osoby
- Yūichi Honda (雄一), japoński baseballista
- Yūichi Kageyama (勇一), japoński basista
- Yūichi Komano (友一), japoński piłkarz
- Yūichi Kusumoto (祐一), japoński dyplomata
- Yūichi Mizutani (雄一), japoński piłkarz
- Yūichi Nakamaru (雄一), japoński wokalista zespołu KAT-TUN, aktor, gospodarz programów telewizyjnych
- Yūichi Nakamura (優一), japoński aktor
- Yūichi Nakamura (悠一), japoński seiyū
- Yūichi Nishimura (雄一), japoński sędzia piłkarski
- Yūichi Onda (祐一), japoński biegacz narciarski
- Yūichi Takai (有一), japońskipisarz
- Yūichi Yamauchi (祐一), japoński piłkarz

## Fikcyjne postacie
- Yūichi Aizawa (祐一), główny bohater powieści wizualnej Kanon
- Yūichi Tate (祐一), bohater anime My-HiME i My-Otome
- Yūichi Kayama (雄一), postać z serii Sakura Wars
- Yūichi Taira (優一), bohater anime Paranoia Agent